# Bergerocactus
Bergerocactus és un gènere monotípic de la família de les cactàcies (Cactaceae) amb una sola espècie: Bergerocactus emoryi.

## Descripció
Cactus fràgil, forma grups de tiges primes de poc més d'uns 60 cm d'alçada (rarament supera 1 m) y 5 cm de diàmetre. Pot tenir fins a 20 costelles amb prou feines prominents (5 mm) cobertes d'espines de color daurat. Les flors, de color groc, sorgeixen a prop de l'àpex de les tiges, en forma de tub de 2 cm de longitud i diàmetre.

## Distribució i hàbitat
És natiu de la Califòrnia meridional i Baixa Califòrnia, on prolifera al llarg de la costa i illes adjacents i Mèxic.

## Nom comú
ciri d'or, ciri d'espina dorsal, cactus d'or de la serp (aquest nom el comparteix amb Echinocereus pensilis)

## Taxonomia
Bergerocactus emoryi va ser descrita per (Engelm.) Britton i Rose i publicat a Contributions from the United States National Herbarium 12(10): 435. 1909.
Etimologia
El nom del gènere va ser atorgat en honor d'Alwin Berger, botànic alemany conegut per la seva contribució a la nomenclatura de les plantes suculentes, particularment agaves i cactus.
emoryi: epítet atorgat en honor del major dels EUA William Hemsley Emory (1811–1887) que va ser de 1850 a 1854 responsable de les tasques d'inspecció en la frontera amb Mèxic.
Sinonímia
- Cereus emoryi
- Echinocereus emoryi[3][4][5]